# 新县站
新县站位于中华人民共和国河南省信阳市新县新集镇，是京九铁路的一座火车站，等级为三等站，距北京西站1031公里，距常平站1284公里，本站及相邻上下行区间均为电气化区段。车站建于1996年，办理客货运业务。

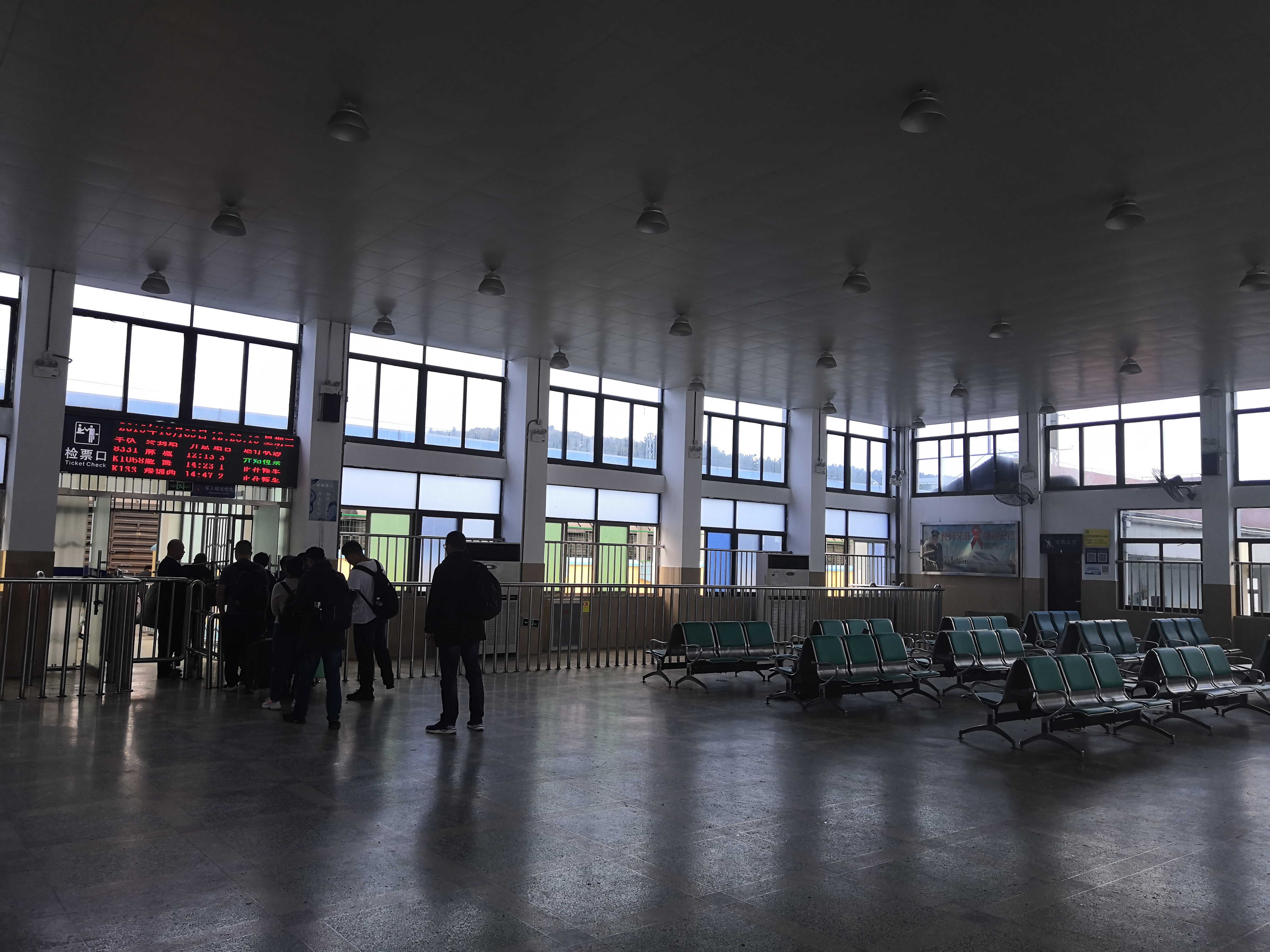
车站候车室，2019年

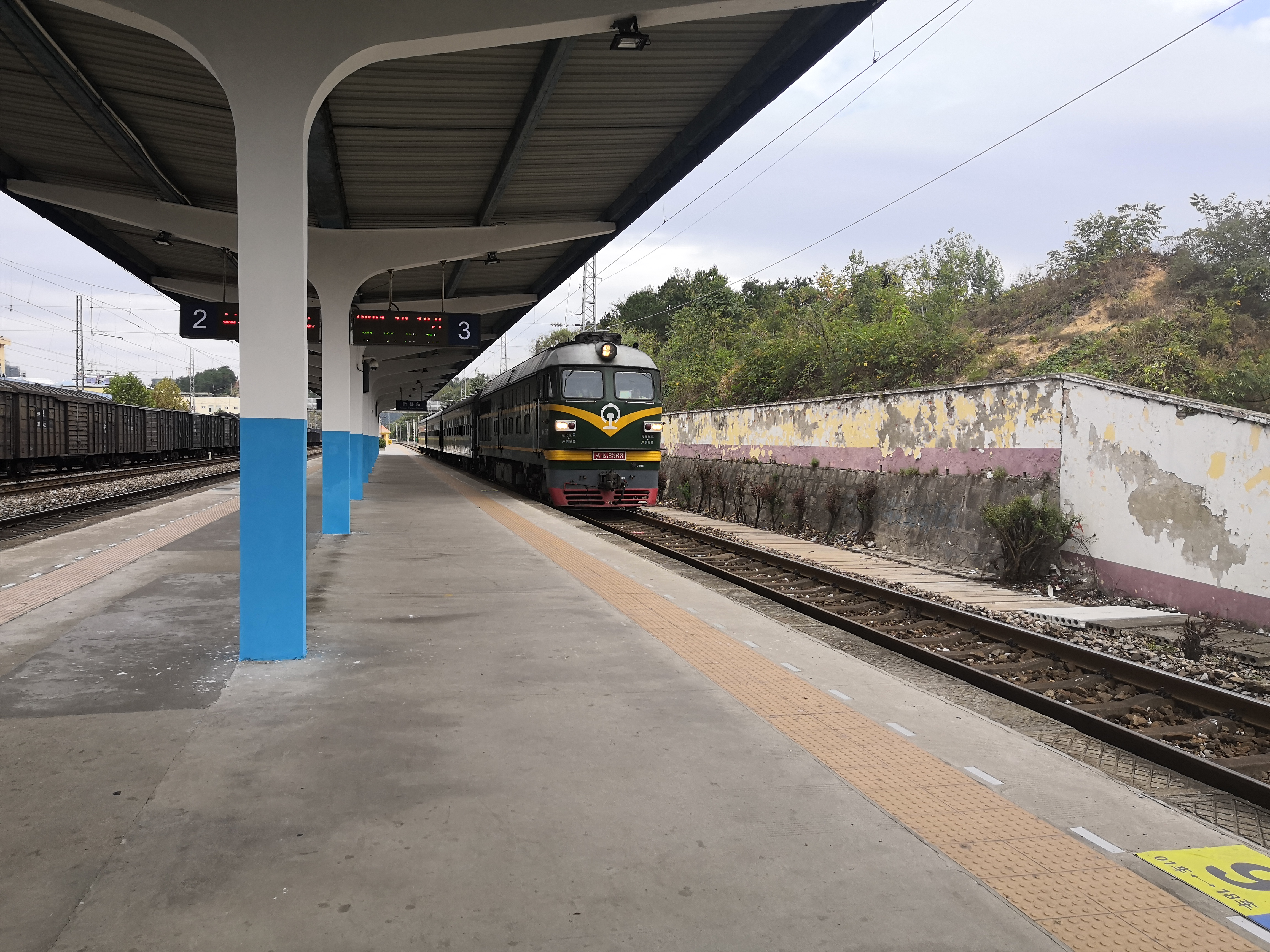
车站站台，2019年

## 事故
2016年9月14日16时许，一名1岁有余的幼童脱离监护人监护，从新县站外广场钻进车站闯入铁路线路，被通过的列车撞上，送医院后抢救无效死亡。